# Llanrhaeadr-yng-Nghinmeirch
Llanrhaeadr-yng-Nghinmeirch est un village et une communauté du Denbighshire, au pays de Galles.
Il est situé dans le centre du comté, juste au sud-est de la ville de Denbigh.

## Démographie
Au recensement de 2011, la communauté de Llanrhaeadr-yng-Nghinmeirch comptait 1 038 habitants.